# FirstEnergy
FirstEnergy (NYSE : FE, est une société par actions américaine du secteur énergétique qui produit, transporte et distribue de l'électricité. 

## Principaux actionnaires
Au 18 avril 2020.
| The Vanguard Group               | 12,3% |
| SSgA Funds Management            | 7,33% |
| Massachusetts Financial Services | 5,68% |
| Elliott Management Corp.         | 4,63% |
| BlackRock Fund Advisors          | 2,55% |
| Capital Research & Management    | 2,15% |
| Renaissance Technologies         | 1,90% |
| Geode Capital Management         | 1,58% |
| BlackRock Advisors               | 1,55% |
| TIAA-CREF Investment Management  | 1,55% |